# Vampyrellidae
Famille
Synonymes
- Vampyrellaceae[1]

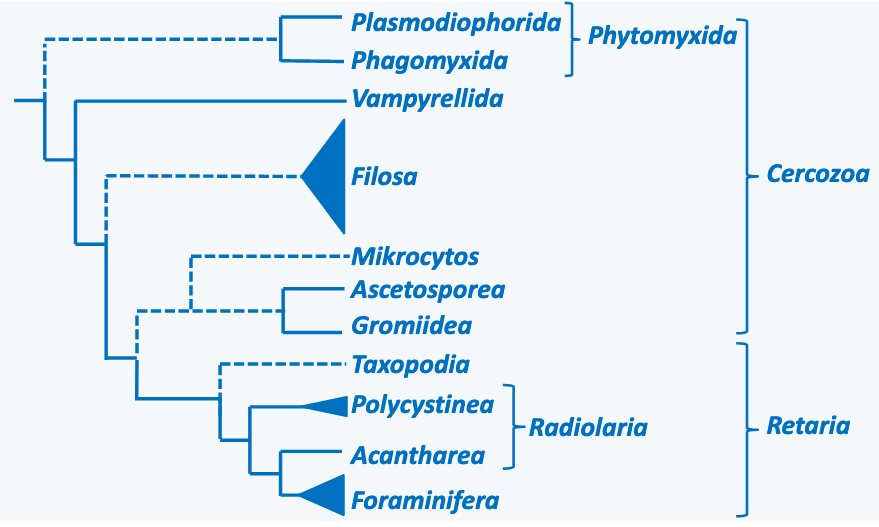
Phylogénie des Rhizaria, dont les Vampyrellidae

Les Vampyrellidae, ou Vampyrellidés, sont une famille de l'ordre des Vampyrellida au sein de l’embranchement des Cercozoa. Ce sont des organismes eucaryotes (cellule contenant un noyau).
D'après des données de séquence moléculaire, la famille comprend actuellement le genre Vampyrella, et peut-être plusieurs autres amibes de Vampyrellidés (ex: Gobiella borealis). 

## Description
Les cellules sont nues et caractérisées par une pseudopodie radiante, filose (également appelée filopodie) et une coloration orange du corps cellulaire principal.
Autrefois, la famille des Vampyrellidae contenait plusieurs genres (par exemple Vampyrella, Gobiella, Leptophrys, Platyreta, Theratromyxa) et était identique à l'ordre des Vampyrellida, également connu sous le nom d’Aconchulinida. Toutefois, sur la base des données de séquence moléculaire, il a semblé raisonnable de limiter la famille des Vampyrellidae à un sous-groupe (contenant le genre Vampyrella) et d'établir une autre famille pour les genres Leptophrys, Platyreta et Theratromyxa, à savoir la famille des Leptophryidae.
Selon leur activité et leur milieu, elles prennent des formes et des couleurs différentes.
Les Vampyrellidae sont vraisemblablement omnivores. Elles se nourrissent habituellement de micro-algues mais sont également capables de percer l'enveloppe de petits vers nématodes pour en absorber l'intérieur.
Nous ne savons que très peu de choses sur les Vampirellidae à l'heure actuelle car seulement quelques espèces sont connues (moins de dix en 2019, sur potentiellement des centaines de milliers). Selon le microbiologiste Philippe Silar, la diversité des amibes Vampyrellida « pourrait  être  aussi  grande  que  celle  des Eumycota !»

## Caractéristiques
Lorsqu'elle flotte librement dans son milieu, la cellule d'une espèce de Vampyrellidae est sphérique et d'environ 30 à 70 μm  de diamètre, avec de longs pseudopodes dirigés radialement (tendus vers l'extérieur) ainsi que des pseudopodes en forme de bâton plus courts, de sorte qu'elle ressemble à un héliozoan. 
En mouvement, elle s'étire et prend une forme amiboïde avec une distinction évidente entre la périphérie claire des pseudopodes et l'intérieur verdâtre (contenant les cellules des algues ingérées).
D'autres espèces de Vampyrellidés sont des parasites de champignons. Ainsi, ces Vampyrellidés peuvent jouer un rôle important dans la lutte contre le champignon de la rouille (un parasite de certaines céréales, dont le blé).
Les Vampyrellidés ont typiquement des mitochondries avec des crêtes tubulaires. 
Avec les Nucléariides, ils comprennent la majorité des amibes filamenteuses nues.

## Milieux
Les Rhizaires, dont font partie les Vampyrellidae, sont oligotrophes, c'est-à-dire qu'ils peuvent vivre dans un milieu particulièrement pauvre en éléments nutritifs. D'où la dépendance des Vampyrellidae aux algues vertes, qu'ils vampirisent ou qu'ils absorbent sans les digérer pour leur photosynthèse.

## Espèces répertoriées
- Gobiella borealis
- Vampyrella agilis
- Vampyrella atheyae
- Vampyrella closterii
- Vampyrella flabellata
- Vampyrella gomphoneinatis
- Vampyrella gromata
- Vampyrella incolor
- Vampyrella intermis
- Vampyrella lateritia
- Vampyrella multiformis
- Vampyrella pallida
- Vampyrella pedata
- Vampyrella pendula
- Vampyrella peritrichophaga
- Vampyrella polyblasta
- Vampyrella radiosa
- Vampyrella ulothricus
- Vampyrella variabilis
- Vampyrella velata
- Vampyrella vorax[8]

## Liste des genres
Selon BioLib (10 juin 2019) :
- genre Rhizoplasma Verworn,1896
- genre Vampyrella Cienkowsky, 1865

Selon Catalogue of Life (10 juin 2019), ITIS (10 juin 2019) et NCBI (10 juin 2019) :
- genre Vampyrella Leidy, 1879

Selon World Register of Marine Species (10 juin 2019) :
- genre Thalassomyxa Grell, 1985

## Galerie
- Vidéo de Gobiella closterii (aussi appelé Vampyrella closterii) Röpstorf et al. 1994